# Karin Bang
Karin Bang Brynildsen, känd som Karin Bang, född 3 december 1928 i Oslo, död 20 augusti 2017, var en norsk författare. Hon har skrivit två kriminalromaner under pseudonymen Fanny Siwers. Hon har också skrivit lyrik och barnböcker.
Hon var gift med essäisten Aasmund Brynildsen från Tjøme i Vestfold.